# Laura Kirkpatrick
Laura Kirkpatrick (Stanford, 12 giugno 1989) è una modella statunitense conosciuta soprattutto per essere arrivata seconda nella 13ª edizione di America's Next Top Model.

## Infanzia
Nata in un paesino del Kentucky è la prima di quattro fratelli, due femmine e un maschio. Dislessica, si è laureata a Richmond alla Easten Kentucky University in arte, lavora prima nel ranch di famiglia poi come cameriera.

## America's Next Top Model
Laura sognò sempre di fare la modella e prese in considerazione di partecipare alla 12ª edizione del programma di Tyra Banks, ma essendo di un pollice troppo bassa ci rinunciò. Poco dopo, su consiglio della nonna, decide di fare i provini per entrare ad America's Next Top Model visto che nel programma i 170 cm erano i requisiti massimi per entrare nello show.
Entrata a far parte delle 14 finaliste viene molto apprezzata per le sue foto, per la forte personalità e il suo accento del Kentucky è stato identificato come parte del suo fascino.
Ottenuta la finale alle Hawaii arriva però seconda alla sua avversaria Nicole Fox.
Tyra ha dato a Laura un'altra possibilità e infatti ha partecipato anche alla 17ª edizione di America's Next Top Model.

## Carriera
Pur non avendo vinto l'edizione, è stata votata come la preferita del programma in un sondaggio tenuto dallo spettacolo dopo la conclusione della serie. Grazie alla vittoria le è stato offerto gratuitamente un soggiorno di 6 mesi in un appartamento a New York per  farle continuare le opportunità come modella. Dopo il soggiorno nella grande mela decide di trasferirsi in Germania per proseguire lì il suo lavoro di modella. Laura riesce ad avere molte offerte da diverse agenzia di moda, tra le quali anche la  Tyra Banks' Bankable Productions.

### Televisione
Appare nel talk show 'The Tyra Banks Show'.
Ha inoltre preso parte ad alcune opere di beneficenza dopo il disastroso terremoto del 2010 ad Haiti.